# Johann Erdmann Hummel

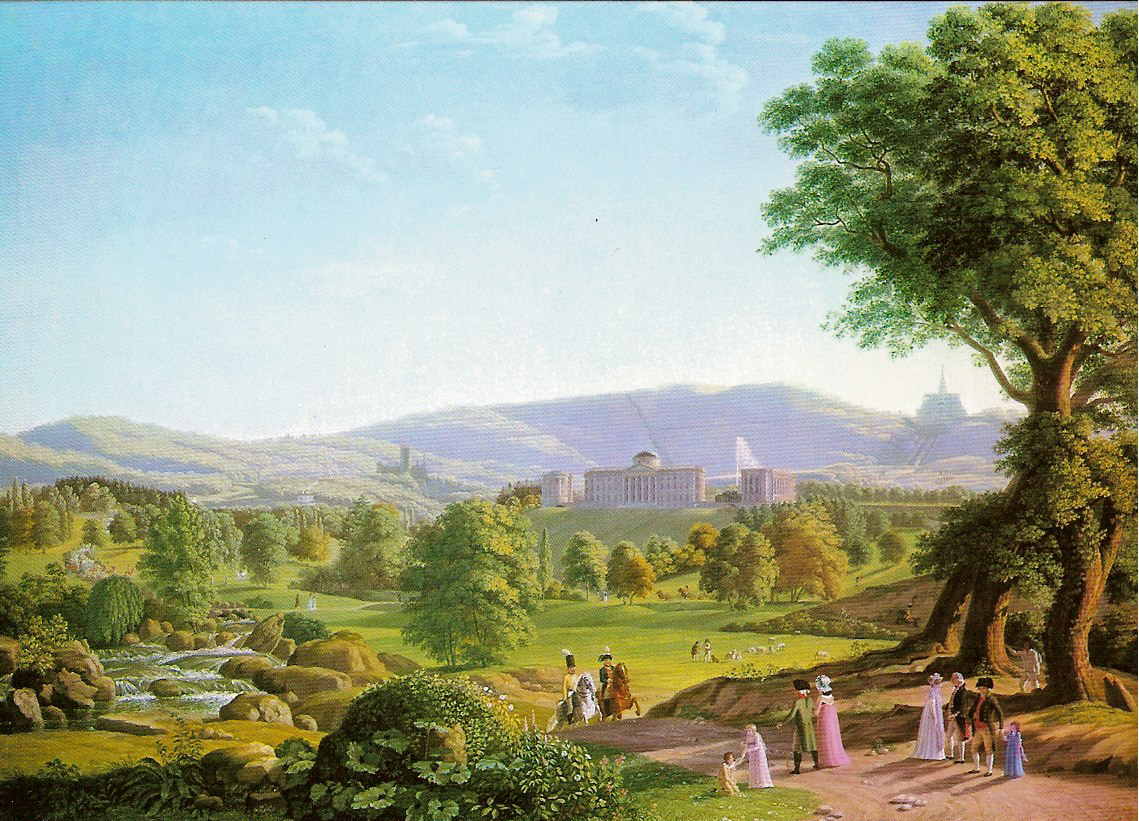
Blick zum Schloss Wilhelmshöhe, um 1800

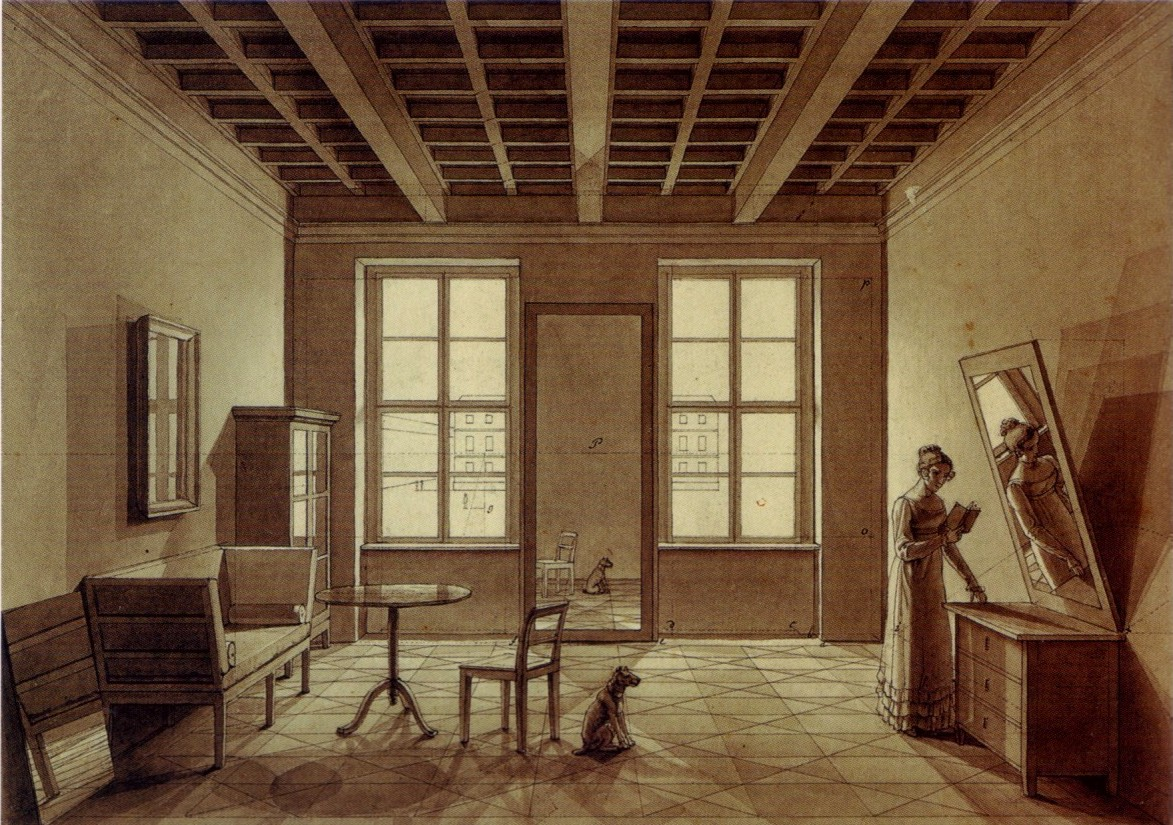
Berlin ca. 1820 (Studienblatt)

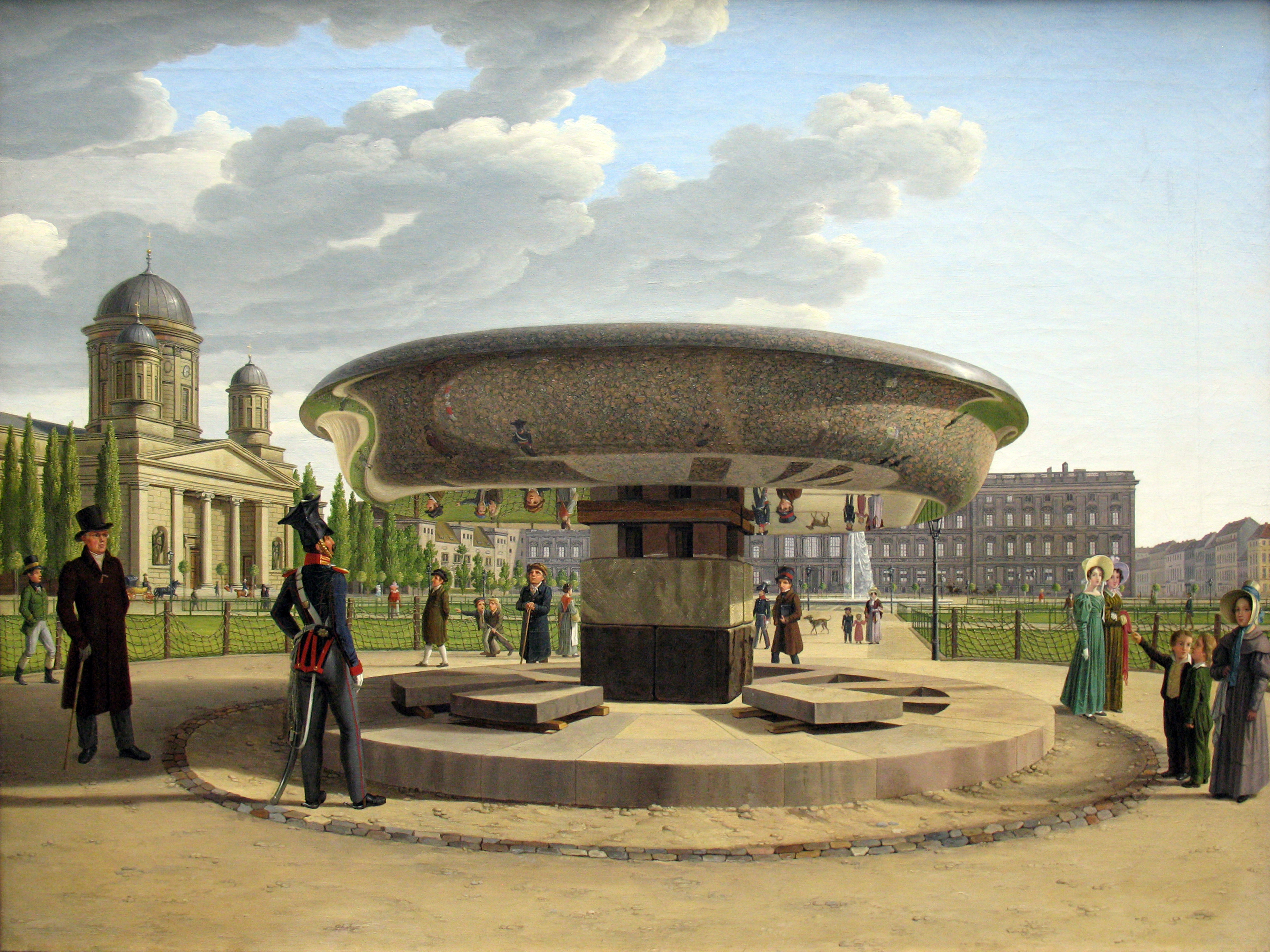
Granitschale im Berliner Lustgarten, 1831, links davon der Vorgängerbau des Berliner Doms

Johann Erdmann Hummel (* 11. September 1769 in Kassel; † 26. Oktober 1852 in Berlin) war ein deutscher Maler.

## Leben
Hummel studierte von 1780 bis 1792 an der Kunstakademie in Kassel. Von 1792 bis 1799 hielt er sich in Italien auf, wo er sich mit einigen deutschen Landschaftsmalern anfreundete, die sich gegen den damals herrschenden klassizistischen Stil von Anton Raphael Mengs wandten. Künstlerisch widmete er sich in Rom überwiegend mythologischen Themen. Im Jahr 1799 kehrte er für kurze Zeit nach Kassel zurück, ging aber wenig später nach Berlin, wo er, abgesehen von einigen kürzeren Reisen, für immer blieb. Er war dort als Illustrator tätig, fertigte Kupferstiche zu Luthers Leben an und pflegte die Bildnismalerei. Besonders auffällig ist in seinem Werk die handwerkliche Genauigkeit und eine Überbetonung der perspektivischen Gestaltung, was ihm den Spitznamen „Perspektiv-Hummel“ einbrachte. 1809 wurde er als Professor für Perspektive, Architektur und Optik an die Berliner Kunstakademie berufen. Darüber hinaus trat er 1813 der Gesetzlosen Gesellschaft zu Berlin bei. In mehreren Gemälden stellte er 1831 perspektivisch genau und unter Beachtung von Spiegelungseffekten die im Berliner Lustgarten errichtete Granitschale dar. Seine letzte Ruhestätte fand er auf dem Friedhof II der Sophiengemeinde Berlin, die Grabstätte ist jedoch nicht mehr erhalten.

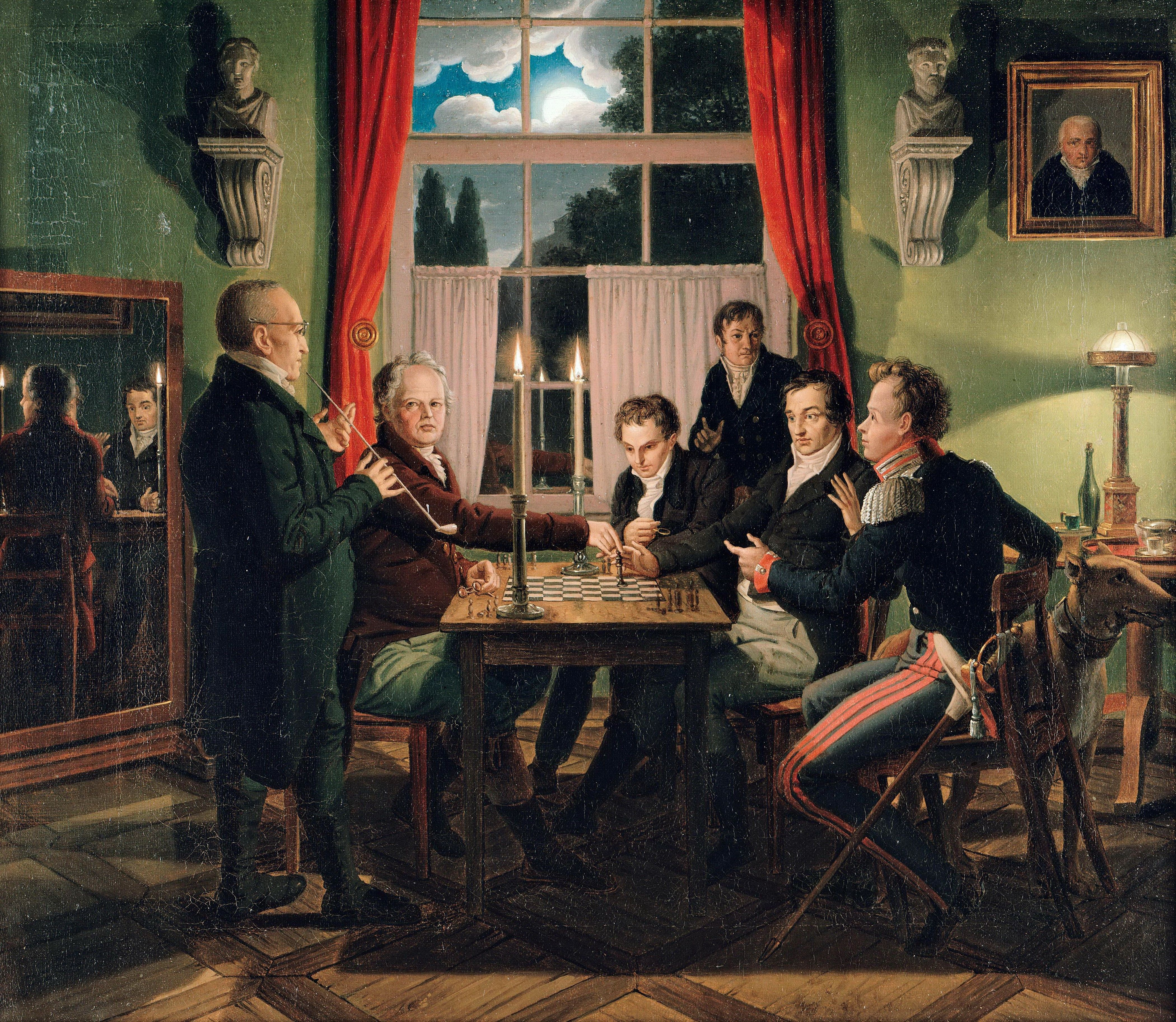
Schachpartie im Palais Voss, um 1819

Hummels 1828 geborener Sohn Fritz wurde ein führender Porträtmaler der Berliner Schule. Hummels Bruder war der Maschinenbauer und Unternehmer Johann Caspar Hummel.

## Werke (Auswahl)
- Schloss Wilhelmshöhe mit dem Habichtswald, um 1800, Neue Galerie, Kassel.
- Apotheose Luthers, um 1806, 39,8 × 41,9 cm. Angermuseum, Erfurt.
- Die Schachpartie, um 1818/19, Nationalgalerie, Berlin; sie zeigt eine Schachpartie im Palais Voss in der Wilhelmstraße beim Grafen Ingenheim, dem Sohn Friedrich Wilhelms II. und der Gräfin Voss. Von links: der Architekt Hans Christian Genelli (mit Tonpfeife), der Archäologe Aloys Hirt, Ingenheim, Friedrich Bury, Hummel am Fenster, Friedrich Wilhelm von Brandenburg (Halbbruder der Auftraggeberin des Bildes Königin Wilhelmine von den Niederlanden).
- Schachpartie im Palais Voss in Berlin, 1818, Niedersächsisches Landesmuseum.
- Die Granitschale im Berliner Lustgarten, 1831, Nationalgalerie, Berlin.[1]